# Wąsewo (gmina)
Pour les articles homonymes, voir Wąsewo.
Wąsewo est une gmina rurale (gmina wiejska) de la powiat d'Ostrów Mazowiecka, dans la Voïvodie de Mazovie, dans le centre-est de la Pologne.
Son siège administratif (chef-lieu) est le village de Wąsewo, qui se situe environ 17 kilomètres au nord-ouest d'Ostrów Mazowiecka (siège de la powiat) et 85 kilomètres au nord-est de Varsovie (capitale de la Pologne).
La gmina couvre une superficie de 119,2 km2 pour une population de 4 582 habitants en 2006.

## Histoire
De 1975 à 1998, la gmina est attachée administrativement à la Powiat d'Ostrów dans la voïvodie d'Ostrołęka.

Depuis 1999, elle fait partie de la voïvodie de Mazovie.

## Géographie
La gmina inclut les villages et localités de :

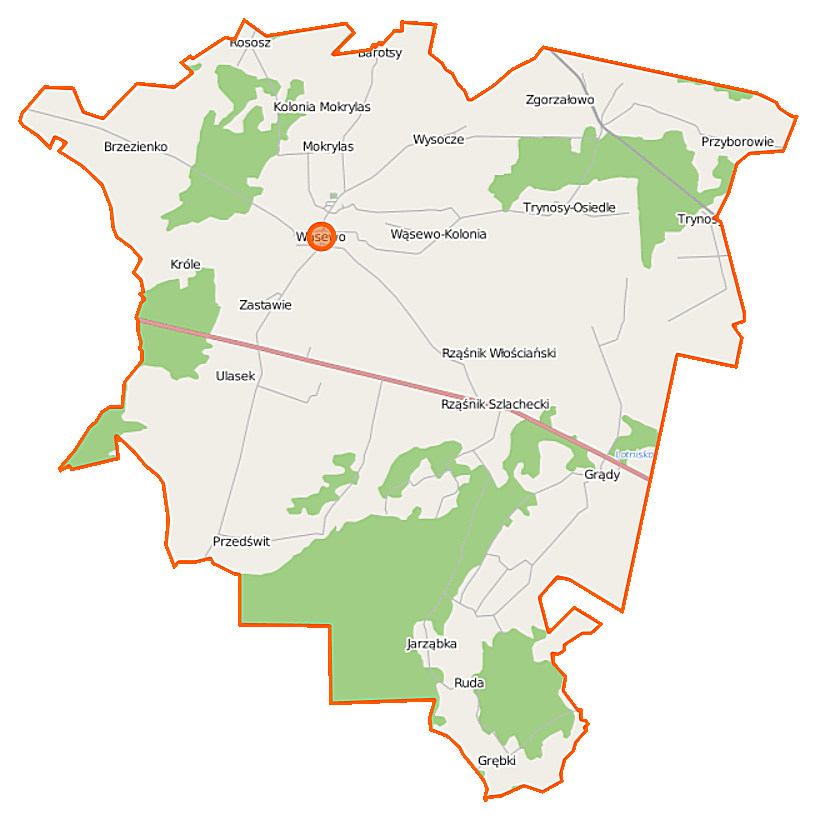
Plan de la gmina

- Bagatele
- Bartosy
- Brudki Nowe
- Brudki Stare
- Brzezienko
- Choiny
- Czesin
- Dalekie
- Grądy
- Grębki
- Jarząbka
- Króle
- Majdan Suski
- Mokrylas
- Przedświt
- Przyborowie
- Rososz
- Ruda
- Rynek
- Rząśnik Szlachecki
- Rząśnik Włościański
- Rząśnik-Majdan
- Trynosy
- Ulasek
- Wąsewo
- Wąsewo-Kolonia
- Wąsewo-Lachowiec
- Wysocze
- Zastawie
- Zgorzałowo

### Gminy voisines
La gmina de Wąsewo est voisine des gminy suivantes :
- Czerwin
- Długosiodło
- Goworowo
- Ostrów Mazowiecka

## Structure du terrain
D'après les données de 2002, la superficie de la commune de Wąsewo est de 119,2 km2, répartis comme tel :
- terres agricoles : 71%
- forêts : 24%

La commune représente 9,73% de la superficie du powiat.

## Démographie
Données du 30 juin 2004 :
| Description        | Total  | Total | Femmes | Femmes | Hommes | Hommes |
| ------------------ | ------ | ----- | ------ | ------ | ------ | ------ |
| Unité              | Nombre | %     | Nombre | %      | Nombre | %      |
| Population         | 4 626  | 100   | 2 291  | 49,5   | 2 335  | 50,5   |
| Densité (hab./km²) | 38,8   | 38,8  | 19,2   | 19,2   | 19,6   | 19,6   |